# Antonio Saca
Elías Antonio Saca González (Usulután, 9 marzo 1965) è un politico e giornalista salvadoregno, che è stato Presidente di El Salvador dal 2004 al 2009.
Discendente di una famiglia originaria di Betlemme, in Palestina, emigrata in El Salvador all'inizio del ventesimo secolo, è stato un celebre giornalista radiotelevisivo, che si è occupato principalmente di sport su Radio America e quindi sull'emittente Radio Astral, da lui fondata.
Entrato in politica nel 1989, nelle file del partito conservatore Alleanza Repubblicana Nazionalista (ARENA), viene eletto presidente della ANEP Asociación Nacional de la Empresa Privada (ANEP), la Confindustria locale.
Candidato alle elezioni presidenziali del 2004, con una piattaforma programmatica basata sul liberismo e una forte alleanza con gli Stati Uniti (che gli valse l'appoggio esplicito di George W. Bush), alle elezioni del 21 marzo venne eletto Presidente di El Salvador col 57,7% dei voti, sconfiggendo il candidato del FMLN Schafik Hándal.
Poiché la Costituzione di El Salvador non permette due mandati presidenziali consecutivi, è rimasto in carica fino al 2009, quando è stato avvicendato da Mauricio Funes del FMLN che ha sconfitto di misura il candidato di ARENA Rodrigo Ávila.
Nel 2014 si è nuovamente candidato alle presidenziali, giungendo terzo e non accedendo al secondo turno.
Nel settembre 2018 è stato condannato a 10 anni di carcere per peculato e riciclaggio di denaro.